# 人工細胞
人工细胞、人造细胞、或合成细胞，是一种以生物工程学制造並模彷大自然中正常的生物细胞功能。通常，人造细胞是一種生物膜或聚合物膜，並包含生物活性材料。 因此，脂质体、聚合物囊泡、纳米颗粒、微胶囊和许多其他颗粒都可以用作制造人造细胞。
「人造细胞」和「合成细胞」這個述語，可以有不同的含义。較嚴格的定义認為，人工细胞直接与生物细胞相关，因此这些结构必须是活的（或活生物体的一部分），而且，“人工”意味着這些結構都是自下而上人工建立的，即從基本组件构建的。因此，在合成生物学领域，人造细胞可以理解为一种完全由人工合成的细胞，可以獲得能量，维持离子梯度，包含大分子以及存储信息的能力，更具有复制能力。 可是，這种人造细胞，目前仍没有成功創造出來。
然而，在另一種定義下，「人工」或「人造」也可以指，不是整個結構都是人造的，而是指生物細胞的某些功能或結構可以被修改、簡化、替換或補充的合成實體。
在其他定義上，「人造细胞」也可以指任何在大小或结构上有点类似于生物细胞的隔室，但是以人工合成的，或者甚至完全由非生物成分制成的。「人造细胞」也用于具有直接应用的结构，例如用于药物递送的隔室。微囊化允许膜内的新陈代谢、小分子的交换，以及防止大物质通過它。  封装的主要优点包括改善体内的拟态、增加货物的溶解度和降低免疫反应。
值得注意的是，人工细胞在血液灌流方面已取得临床成功。 